# Puchar Świata w jeździectwie w skokach przez przeszkody
Puchar Świata w jeździectwie w skokach przez przeszkody rozegrany został po raz pierwszy w 1979 roku. Zawody rozgrywane są corocznie przez Międzynarodową Federację Jeździecką (FEI).

## Zwycięzcy
| lp. | rok  | zwycięzca                  | koń                           |
| --- | ---- | -------------------------- | ----------------------------- |
| 1.  | 1979 | Hugo Simon                 | Gladstone                     |
| 2.  | 1980 | Conrad Homfeld             | Balbuco                       |
| 3.  | 1981 | Michael Matz               | Jet Run                       |
| 4.  | 1982 | Melanie Smith              | Calypso                       |
| 5.  | 1983 | Norman dello Joio          | I Love You                    |
| 6.  | 1984 | Mario Deslauriers          | Aramis                        |
| 7.  | 1985 | Conrad Homfeld             | Abdullah                      |
| 8.  | 1986 | Leslie Burr-Howard         | McLain                        |
| 9.  | 1987 | Katharine Burdsall         | The Natural                   |
| 10. | 1988 | Ian Millar                 | Big Ben                       |
| 11. | 1989 | Ian Millar                 | Big Ben                       |
| 12. | 1990 | John Whitaker              | Milton                        |
| 13. | 1991 | John Whitaker              | Milton                        |
| 14. | 1992 | Thomas Frühmann            | Genius                        |
| 15. | 1993 | Ludger Beerbaum            | Ratina Z                      |
| 16. | 1994 | Jos Lansink                | Libero H                      |
| 17. | 1995 | Nick Skelton               | Dollar Girl                   |
| 18. | 1996 | Hugo Simon                 | E.T.                          |
| 19. | 1997 | Hugo Simon                 | E.T.                          |
| 20. | 1998 | Rodrigo Pessoa             | Baloubet du Rouet             |
| 21. | 1999 | Rodrigo Pessoa             | Baloubet du Rouet             |
| 22. | 2000 | Rodrigo Pessoa             | Baloubet du Rouet             |
| 23. | 2001 | Markus Fuchs               | Tinka’s Boy                   |
| 24. | 2002 | Otto Becker                | Dobel’s Cento                 |
| 25. | 2003 | Marcus Ehning              | Anka 191                      |
| 26. | 2004 | Bruno Broucqsault          | Dileme de Cephe               |
| 27. | 2005 | Meredith Michaels-Beerbaum | Shutterfly                    |
| 28. | 2006 | Marcus Ehning              | Sandro Boy                    |
| 29. | 2007 | Beat Mändli                | Ideo du Thot                  |
| 30. | 2008 | Meredith Michaels-Beerbaum | Shutterfly                    |
| 31. | 2009 | Meredith Michaels-Beerbaum | Shutterfly                    |
| 32. | 2010 | Marcus Ehning              | Noltes Küchengirl & Plot Blue |
| 33. | 2011 | Christian Ahlmann          | Taloubet Z                    |
| 34. | 2012 | Rich Fellers               | Flexible                      |
| 35. | 2013 | Beezie Madden              | Simon                         |
| 36. | 2014 | Daniel Deusser             | Cornet d’Amour                |
| 37. | 2015 | Steve Guerdat              | Albfuehren’s Paille           |
| 38. | 2016 | Steve Guerdat              | Corbinian                     |
| 39. | 2017 | McLain Ward                | HH Azur                       |
| 40. | 2018 | Beezie Madden              | Breitling LS                  |
| 41. | 2019 | Steve Guerdat              | Alamo                         |